# SAP Open 2010 - Qualificazioni singolare
Le qualificazioni del singolare del SAP Open 2010 sono state un torneo di tennis preliminare per accedere alla fase finale della manifestazione. I vincitori dell'ultimo turno sono entrati di diritto nel tabellone principale. In caso di ritiro di uno o più giocatori aventi diritto a questi sono subentrati i lucky loser, ossia i giocatori che hanno perso nell'ultimo turno ma che avevano una classifica più alta rispetto agli altri partecipanti che avevano comunque perso nel turno finale.
Le qualificazioni del SAP Open 2010 prevedevano 30 partecipanti di cui 4 accedevano al tabellone principale.

## Teste di serie
1. Kevin Kim (secondo turno)
2. Kyu-Tae Im (ultimo turno)
3. Vincent Millot (ultimo turno)
4. Giovanni Lapentti (ultimo turno)

1. Ryler Deheart (qualificato)
2. Alejandro González (secondo turno)
3. Ričardas Berankis (qualificato)
4. Michael McClune (secondo turno)

## Qualificati
1. Tim Smyczek
2. Ričardas Berankis

1. Alex Bogomolov Jr.
2. Ryler Deheart

## Tabellone

### Legenda
| - Q = Qualificato - WC = Wild card - LL = Lucky loser | - ALT = Alternate - SE = Special Exempt - PR = Protected Ranking | - w/o = Walkover - r = Ritirato - d = Squalificato |

### Sezione 1
|  | Primo turno        | Primo turno        | Primo turno        | Primo turno | Primo turno |  |  | Secondo turno      | Secondo turno      | Secondo turno      | Secondo turno      | Secondo turno      |   |   | Terzo turno | Terzo turno | Terzo turno | Terzo turno | Terzo turno |  |
|  |                    |                    |                    |             |             |  |  |                    |                    |                    |                    |                    |   |   |             |             |             |             |             |  |
|  |                    |                    |                    |             |             |  |  |                    |                    |                    |                    |                    |   |   |             |             |             |             |             |  |
|  |                    |                    |                    |             |             |  |  | Kevin Kim          | Kevin Kim          | Kevin Kim          | 68                 | 0                  |   |   |             |             |             |             |             |  |
|  | Tim Smyczek        | Tim Smyczek        | Tim Smyczek        | 6           | 7           |  |  | Tim Smyczek        | Tim Smyczek        | Tim Smyczek        | 7                  | 6                  |   |   |             |             |             |             |             |  |
|  | Bradley Klahn      | Bradley Klahn      | Bradley Klahn      | 2           | 64          |  |  |                    |                    |                    |                    |                    |   |   | Tim Smyczek | Tim Smyczek | Tim Smyczek | 6           | 6           |  |
|  | Michael Ryderstedt | Michael Ryderstedt | 6                  | 1           | 6           |  |  |                    |                    | Michael Ryderstedt | Michael Ryderstedt | Michael Ryderstedt | 4 | 4 |             |             |             |             |             |  |
|  | Cecil Mamiit       | Cecil Mamiit       | 3                  | 6           | 3           |  |  | Michael Ryderstedt | Michael Ryderstedt | Michael Ryderstedt | 7                  | 6                  |   |   |             |             |             |             |             |  |
|  | 6                  | Alejandro González | Alejandro González | 6           | 6           |  |  | Alejandro González | Alejandro González | Alejandro González | 5                  | 4                  |   |   |             |             |             |             |             |  |
|  |                    | Daniel Mccall      | Daniel Mccall      | 3           | 3           |  |  |                    |                    |                    |                    |                    |   |   |             |             |             |             |             |  |

### Sezione 2
|  | Primo turno        | Primo turno        | Primo turno        | Primo turno | Primo turno |  |  | Secondo turno      | Secondo turno      | Secondo turno      | Secondo turno     | Secondo turno     |   |   | Terzo turno | Terzo turno | Terzo turno | Terzo turno | Terzo turno |  |
|  |                    |                    |                    |             |             |  |  |                    |                    |                    |                   |                   |   |   |             |             |             |             |             |  |
|  |                    |                    |                    |             |             |  |  |                    |                    |                    |                   |                   |   |   |             |             |             |             |             |  |
|  |                    |                    |                    |             |             |  |  | Kyu-Tae Im         | Kyu-Tae Im         | Kyu-Tae Im         | 7                 | 6                 |   |   |             |             |             |             |             |  |
|  | John-Paul Fruttero | John-Paul Fruttero | John-Paul Fruttero | 6           | 6           |  |  | John-Paul Fruttero | John-Paul Fruttero | John-Paul Fruttero | 64                | 3                 |   |   |             |             |             |             |             |  |
|  | Dušan Vemić        | Dušan Vemić        | Dušan Vemić        | 4           | 4           |  |  |                    |                    |                    |                   |                   |   |   | Kyu-Tae Im  | Kyu-Tae Im  | Kyu-Tae Im  | 1           | 4           |  |
|  | Harri Heliövaara   | Harri Heliövaara   | 6                  | 3           | 6           |  |  |                    |                    | Ričardas Berankis  | Ričardas Berankis | Ričardas Berankis | 6 | 6 |             |             |             |             |             |  |
|  | Ken Skupski        | Ken Skupski        | 2                  | 6           | 1           |  |  | Harri Heliövaara   | Harri Heliövaara   | Harri Heliövaara   | 69                | 4                 |   |   |             |             |             |             |             |  |
|  | 7                  | Ričardas Berankis  | 62                 | 6           | 6           |  |  | Ričardas Berankis  | Ričardas Berankis  | Ričardas Berankis  | 7                 | 6                 |   |   |             |             |             |             |             |  |
|  |                    | Timo Nieminen      | 7                  | 4           | 1           |  |  |                    |                    |                    |                   |                   |   |   |             |             |             |             |             |  |

### Sezione 3
|  | Primo turno         | Primo turno         | Primo turno        | Primo turno | Primo turno |  |  | Secondo turno       | Secondo turno       | Secondo turno       | Secondo turno      | Secondo turno      |   |   | Terzo turno    | Terzo turno    | Terzo turno    | Terzo turno | Terzo turno |  |
|  |                     |                     |                    |             |             |  |  |                     |                     |                     |                    |                    |   |   |                |                |                |             |             |  |
|  | 3                   | Vincent Millot      | Vincent Millot     | 6           | 6           |  |  |                     |                     |                     |                    |                    |   |   |                |                |                |             |             |  |
|  |                     | Jamie Baker         | Jamie Baker        | 4           | 0           |  |  | Vincent Millot      | Vincent Millot      | Vincent Millot      | 6                  | 6                  |   |   |                |                |                |             |             |  |
|  | Nikoloz Basilašvili | Nikoloz Basilašvili | 2                  | 6           | 7           |  |  | Nikoloz Basilašvili | Nikoloz Basilašvili | Nikoloz Basilašvili | 1                  | 3                  |   |   |                |                |                |             |             |  |
|  | Ti Chen             | Ti Chen             | 6                  | 3           | 5           |  |  |                     |                     |                     |                    |                    |   |   | Vincent Millot | Vincent Millot | Vincent Millot | 0           | 1           |  |
|  | Alex Bogomolov Jr.  | Alex Bogomolov Jr.  | Alex Bogomolov Jr. | 6           | 6           |  |  |                     |                     | Alex Bogomolov Jr.  | Alex Bogomolov Jr. | Alex Bogomolov Jr. | 6 | 6 |                |                |                |             |             |  |
|  | Nicholas Edlefsen   | Nicholas Edlefsen   | Nicholas Edlefsen  | 0           | 2           |  |  | Alex Bogomolov Jr.  | Alex Bogomolov Jr.  | Alex Bogomolov Jr.  | 6                  | 6                  |   |   |                |                |                |             |             |  |
|  | 8                   | Michael McClune     | 3                  | 6           | 6           |  |  | Michael McClune     | Michael McClune     | Michael McClune     | 1                  | 2                  |   |   |                |                |                |             |             |  |
|  |                     | Chris Wettengel     | 6                  | 3           | 4           |  |  |                     |                     |                     |                    |                    |   |   |                |                |                |             |             |  |

### Sezione 4
|  | Primo turno         | Primo turno         | Primo turno         | Primo turno | Primo turno |  |  | Secondo turno       | Secondo turno       | Secondo turno | Secondo turno | Secondo turno |   |   | Terzo turno       | Terzo turno       | Terzo turno | Terzo turno | Terzo turno |  |
|  |                     |                     |                     |             |             |  |  |                     |                     |               |               |               |   |   |                   |                   |             |             |             |  |
|  | 4                   | Giovanni Lapentti   | Giovanni Lapentti   | 6           | 7           |  |  |                     |                     |               |               |               |   |   |                   |                   |             |             |             |  |
|  |                     | Yuki Bhambri        | Yuki Bhambri        | 4           | 5           |  |  | Giovanni Lapentti   | Giovanni Lapentti   | 6             | 3             | 6             |   |   |                   |                   |             |             |             |  |
|  | Jan-Michael Gambill | Jan-Michael Gambill | Jan-Michael Gambill | 7           | 6           |  |  | Jan-Michael Gambill | Jan-Michael Gambill | 4             | 6             | 4             |   |   |                   |                   |             |             |             |  |
|  | Brad Weston         | Brad Weston         | Brad Weston         | 65          | 3           |  |  |                     |                     |               |               |               |   |   | Giovanni Lapentti | Giovanni Lapentti | 6           | 67          | 4           |  |
|  | Colin Fleming       | Colin Fleming       | 6                   | 65          | 6           |  |  |                     |                     | Ryler Deheart | Ryler Deheart | 3             | 7 | 6 |                   |                   |             |             |             |  |
|  | Luka Gregorc        | Luka Gregorc        | 3                   | 7           | 3           |  |  | Colin Fleming       | Colin Fleming       | 6             | 3             | 2             |   |   |                   |                   |             |             |             |  |
|  | 5                   | Ryler Deheart       | Ryler Deheart       | 6           | 7           |  |  | Ryler Deheart       | Ryler Deheart       | 3             | 6             | 6             |   |   |                   |                   |             |             |             |  |
|  |                     | Scoville Jenkins    | Scoville Jenkins    | 3           | 5           |  |  |                     |                     |               |               |               |   |   |                   |                   |             |             |             |  |